# Mathilde Gros
Mathilde Gros (Salon-de-Provence, 27 april 1999) is een Frans baanwielrenster. Ze is goed in de sprintonderdelen, de sprint, teamsprint, keirin en 500 m tijdrit.

## Carrière
Gros won in 2018 de Europese titel op de keirin. Bij de teamsprint vormde ze een vaste groep met Taky Marie-Divine Kouamé en Julie Michaux. Ze nam deel aan de Olympische Zomerspelen in 2021 (Tokio) en 2024 (Parijs).

## Belangrijkste uitslagen
| Jaar     | FK                             | EK                             | WK                             | Overige                                |
| Junioren | Junioren                       | Junioren                       | Junioren                       | Junioren                               |
| -------- | ------------------------------ | ------------------------------ | ------------------------------ | -------------------------------------- |
| 2016     |                                | 500m tijdrit · sprint          |                                |                                        |
| 2017     |                                | 500m tijdrit · keirin · sprint | 500m tijdrit · keirin · sprint |                                        |
| Beloften |                                |                                |                                |                                        |
| 2017     |                                | teamsprint                     |                                |                                        |
| Elite    |                                |                                |                                |                                        |
| 2016     | 500m tijdrit · keirin          |                                |                                |                                        |
| 2017     | 500m tijdrit · sprint · keirin | sprint                         |                                |                                        |
| 2018     | sprint · 500m tijdrit          | keirin · sprint                |                                |                                        |
| 2019     |                                | keirin                         | sprint                         |                                        |
| 2020     |                                |                                |                                |                                        |
| 2021     |                                | sprint                         |                                | Olympische Spelen: 9e sprint           |
| 2022     | keirin · sprint · 500m tijdrit | sprint                         | sprint                         |                                        |
| 2023     | 500m tijdrit · keirin · sprint |                                |                                |                                        |
| 2024     |                                |                                |                                | Olympische Spelen: 8e keirin 9e sprint |